# Champions olympiques croates
Liste des sportifs croates  (par sport et par chronologie)  médaillés d'or lors des Jeux olympiques d'été et d'hiver, à titre individuel ou par équipe, des Jeux olympiques de 1992 à 2006.

## Jeux olympiques d'été

### Athlétisme
| Nom                       | Discipline(s)     | Année(s)   |
| ------------------------- | ----------------- | ---------- |
| Sandra Perković Elkasević | Lancer du disque  | 2012, 2016 |
| Sara Kolak                | Lancer du javelot | 2016       |

### Aviron
| Nom                             | Discipline(s)                    | Année(s)    |
| ------------------------------- | -------------------------------- | ----------- |
| Martin Sinković Valent Sinković | Deux de couple Deux sans barreur | 2016 · 2020 |

### Haltérophilie
| Nom             | Discipline(s) | Année(s) |
| --------------- | ------------- | -------- |
| Nikolaj Pešalov | 62 kg         | 2000     |

### Handball

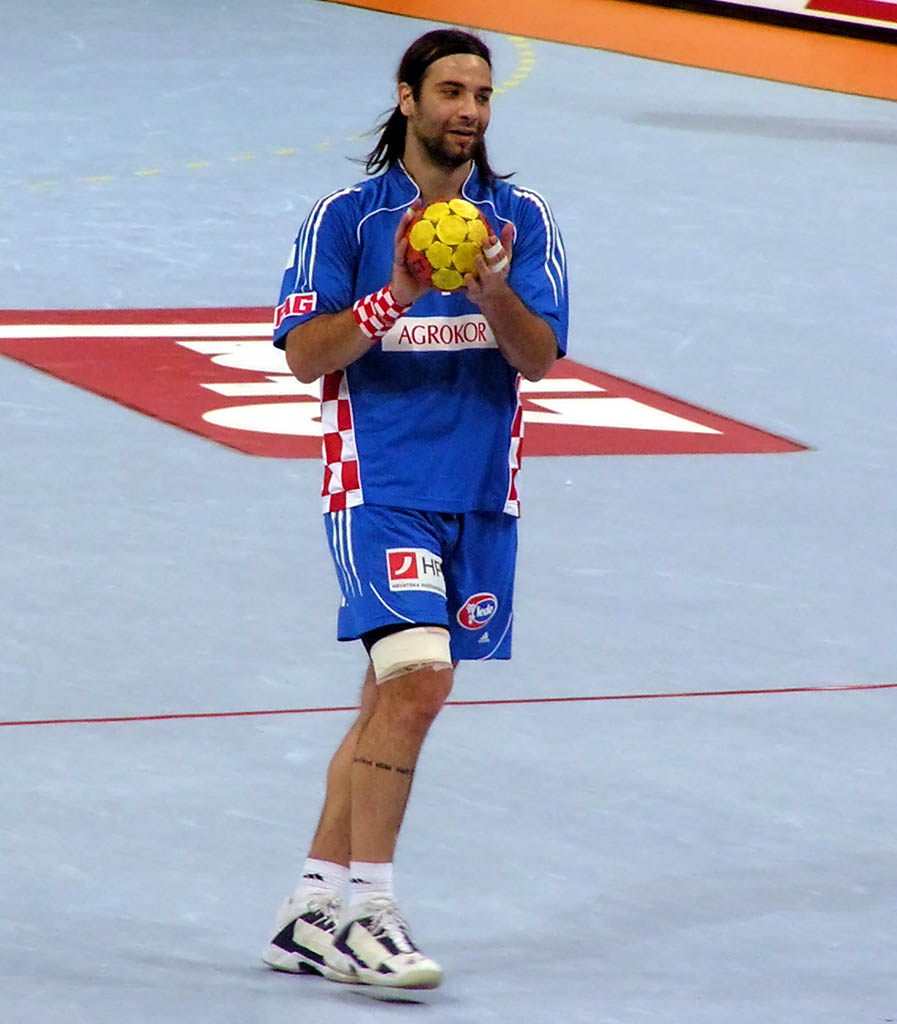
Ivano Balić, nommé meilleur joueur lors des Jeux olympiques 2004

| Nom | Discipline(s)     | Année(s)   |
| --- | ----------------- | ---------- |
| Slavko Goluža Venio Losert Valter Matošević | Tournoi olympique | 1996, 2004 |
| Patrik Ćavar Valner Franković Bruno Gudelj Vladimir Jelčić Božidar Jović Nenad Kljaić Zoran Mikulić Alvaro Načinović Goran Perkovac Iztok Puc Zlatko Saračević Irfan Smajlagić Vladimir Šujster | Tournoi olympique | 1996       |
| Ivano Balić Davor Dominiković Mirza Džomba Nikša Kaleb Blaženko Lacković Petar Metličić Vlado Šola Denis Špoljarić Goran Šprem Igor Vori Drago Vuković Vedran Zrnić                             | Tournoi olympique | 2004       |

### Taekwondo
| Nom         | Discipline(s) | Année(s) |
| ----------- | ------------- | -------- |
| Matea Jelić | 67 kg         | 2020     |

### Tennis
| Nom                      | Discipline(s)    | Année(s) |
| ------------------------ | ---------------- | -------- |
| Nikola Mektić Mate Pavić | Double messieurs | 2020     |

### Tir
| Nom                 | Discipline(s) | Année(s) |
| ------------------- | ------------- | -------- |
| Giovanni Cernogoraz | Trap          | 2012     |
| Josip Glasnović     | Trap          | 2016     |

### Voile
| Nom                       | Discipline(s) | Année(s) |
| ------------------------- | ------------- | -------- |
| Šime Fantela Igor Marenić | 470           | 2016     |

### Water-polo
| Nom | Discipline(s)     | Année(s) |
| --- | ----------------- | -------- |
| Samir Barač Miho Bošković Ivan Buljubašić Damir Burić Andro Bušlje Nikša Dobud Igor Hinić Maro Joković Petar Muslim Paulo Obradović Josip Pavić Sandro Sukno Frano Vićan | Tournoi olympique | 2012     |

## Jeux olympiques d'hiver

### Ski alpin
| Nom             | Discipline(s)               | Année(s)                 |
| --------------- | --------------------------- | ------------------------ |
| Janica Kostelić | Combiné Slalom Slalom géant | 2002, 2006 · 2002 · 2002 |